# 東佐洛塔利帕河

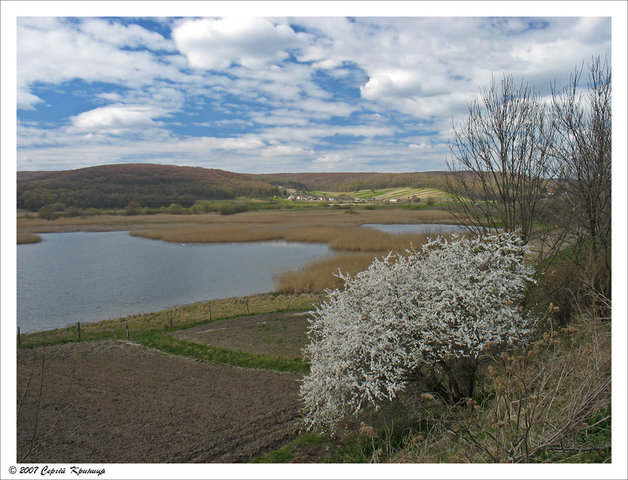

東佐洛塔利帕河（烏克蘭語：Східна Золота Липа）是烏克蘭的河流，位於該國西部，屬於佐洛塔利帕河的左支流，發源自沃羅尼亞基以南，流經利沃夫州和捷爾諾波爾州，河道全長33公里，流域面積290平方公里。